# Sabeer Bhatia
Sabeer Bathia (Chandigarh, 30 december 1968) is een Indiaas ondernemer. Hij is de oprichter van Hotmail.
Na het behalen van zijn masterdiploma aan Stanford werkte hij korte tijd voor Apple en een beginnend internetbedrijfje. Samen met Jack Smith, een collega uit zijn Apple-tijd, werd hij ondernemer. In juli 1996 richtten ze Hotmail op, dat binnen een half jaar een miljoen gebruikers had. Na ruim een jaar, eind 1997, werd Hotmail verkocht aan Microsoft, naar verluidt voor 400 miljoen dollar. 